# Parc Georges-Brassens
Parc Georges-Brassens je veřejný park v Paříži v 15. obvodu, který se nachází na místě bývalých jatek. Park má hlavní vstup na náměstí Place Jacques-Marette. Jeho rozloha činí 87 293 m2.

## Historie
Na místě dnešního parku se kdysi nacházely zelinářské zahrady a vinice. V roce 1894 zde byla postavena jatka a také se zde konal koňský trh. V roce 1974 byla jatka zrušena a po jejich demolici na tomto místě vznikl park, který byl pro veřejnost otevřen v roce 1975.
Park byl jmenován po francouzském zpěvákovi Georgovi Brassensovi, který žil většinu svého života v Paříži několik set metrů odtud, v Impasse Florimont č. 9 a později v Rue Santos-Dumont č. 42.

## Architektura

Plánek parku

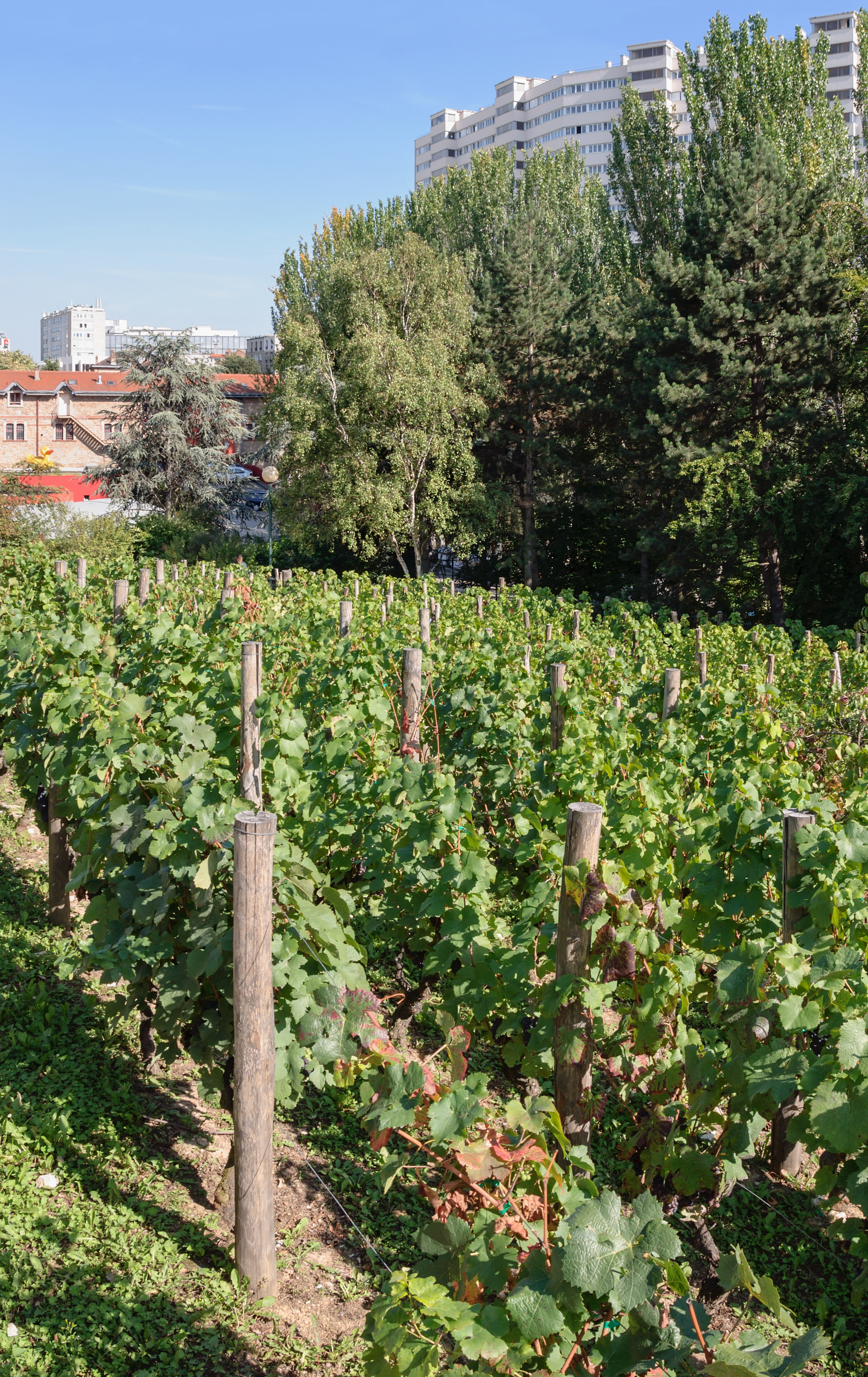
Parc Georges Brassens - vinice

Zbývající části jatek a tržnice - koňské stáje a zvonice byly začleněny do zeleně. Vstup do parku tvoří rovněž zachovaná stará brána zdobená reliéfem koní. Na zalesněném návrší se nachází terasa s výhledem na park.
Součástí parku je růžová zahrada, vinice, „Zahrada vůní“ (s 80 druhy vonných bylin), včelín, dětské hřiště včetně lezecké stěny a hudební pavilón.
Od roku 1987 se v bývalé stáji pro koně každý víkend pořádá trh se starými knihami.